# Campo de O'Donnell
Le Campo de O'Donnell est un stade de football, situé à Madrid en Espagne, ouvert en 1912 et fermé en 1923.

## Histoire
Le Campo de O'Donnell est uniquement un simple terrain (campo en espagnol), devant son nom au boulevard O'Donnell, dans lequel il est installé. Ce terrain est ensuite transformé en stade, devenant l'enceinte officielle du Real Madrid Club de Fútbol à partir de 1912.
Le Campo de O'Donnell accueille quatre finales de la Coupe d'Espagne : celles de 1908, 1909, 1913 et 1918. En 1921, il accueille un match de la sélection nationale espagnole contre celle du Portugal (3-1), devant 14 000 spectateurs.
En 1923, le club madrilène déménage brièvement au Campo de Ciudad Lineal, avant de s'installer plus durablement au stade de Chamartín.
À 200 mètres, un autre terrain du même nom du même boulevard était utilisé par l'Athletic Club de Madrid.